# Liste der Kellergassen in Hardegg
Die Liste der Kellergassen in Hardegg führt die Kellergassen in der niederösterreichischen Gemeinde Hardegg an.
Die teilweise auf Hardegger Gemeindegebiet  befindliche Kellergasse der zu Retz gehörenden Ortschaft Hofern wird in der Liste der Kellergassen in Retz erfasst.
| Foto |                 | Kellergasse               | Standort                    | Beschreibung |
| ---- | --------------- | ------------------------- | --------------------------- | --- |
| ja   | Datei hochladen | Kellerweg                 | KG: Niederfladnitz Standort | Die beidseitige Einzelkellergasse liegt in einem Graben am nördlichen Ortsrand. Sie besteht aus 7 Kellern in Schildmauerform und hat eine Länge von 100 Metern. Die älteste Datierung ist von 1937. Einige weitere Keller befinden sich an der L38 und in einer Gasse, die von dieser nach Westen abzweigt. |
| ja   | Datei hochladen | Riegersburger Straße      | KG: Niederfladnitz Standort | Die einseitige Einzelkellergasse liegt an einer Geländekante am westlichen Ortsrand. Sie besteht aus 7 Kellern in Schildmauerform und hat eine Länge von 100 Metern. |
| ja   | Datei hochladen | Richtung Roggenbauerkreuz | KG: Pleißing Standort       | Das Kellergassensystem liegt nördlich knapp außerhalb von Waschbach und wird deshalb häufig als Kellergasse Waschbach bezeichnet, diese Grundstücke sind jedoch Teil der sonst hauptsächlich südlich von Waschbach liegenden Katastralgemeinde Pleißing. Es besteht aus einer beidseitigen Kellergasse in einem Graben und einigen nördlich davon an einer Geländekante liegenden Kellern. Insgesamt befinden sich hier 20 Keller in Schildmauerform auf einer Länge von 200 Metern. Der Graben ist stark verwachsen, ein Zugang zu den einzelnen Objekten ist kaum möglich. |

| Foto:                    | Fotografie der Kellergasse (Gesamtheit). Klicken des Fotos erzeugt eine vergrößerte Ansicht. Daneben finden sich zwei Symbole: \| Weitere Bilder vorhanden \| Das Symbol bedeutet, dass weitere Fotos des Objekts verfügbar sind. Durch Klicken des Symbols werden sie angezeigt. \| \| Eigenes Foto hochladen \| Durch Klicken des Symbols können weitere Fotos des Objekts in das Medienarchiv Wikimedia Commons hochgeladen werden. \| |
| Name:                    | Bezeichnung der Kellergasse |
| Standort:                | Es ist die Katastralgemeinde (KG) angegeben. Durch Aufruf des Links Standort wird die Lage der Kellergasse in verschiedenen Kartenprojekten angezeigt. |
| Beschreibung             | Kurze Beschreibung der Kellergasse |
| Weitere Bilder vorhanden | Das Symbol bedeutet, dass weitere Fotos des Objekts verfügbar sind. Durch Klicken des Symbols werden sie angezeigt. |
| Eigenes Foto hochladen   | Durch Klicken des Symbols können weitere Fotos des Objekts in das Medienarchiv Wikimedia Commons hochgeladen werden. |